# Alattyán
Alattyán là một thị trấn thuộc hạt Jász-Nagykun-Szolnok, Hungary. Thị trấn này có diện tích 34,29 km², dân số năm 2010 là 2133 người, mật độ 62 người/km².